# Distretto di Santo Domingo
Il distretto di Santo Domingo è un distretto del Perù, facente parte della provincia di Morropón, nella regione di Piura.
| Controllo di autorità | VIAF (EN) 155000483 · LCCN (EN) n2008078299 |